# Referéndum sobre el matrimonio entre personas del mismo sexo en Eslovenia de 2015
El referéndum para la ley de legalización del matrimonio homosexual tuvo lugar el 20 de diciembre de 2015 en Eslovenia. La moción fue rechazada al obtener más votos negativos que positivos en una jornada cuya participación superó el 20 %, que es el mínimo legal exigido por la legislación eslovena.

## Antecedentes
El 3 de marzo de 2015, la Asamblea Nacional formuló una ley para definir el matrimonio como una «unión de dos» en vez de «unión entre un hombre y una mujer», que era como se recogía hasta entonces en el ordenamiento legal del país. Los conservadores se opusieron a la ley, incluyendo a un grupo denominado Voz para los Niños y las Familias (en esloveno: Glas za otroke in družine) que iniciaron una campaña llamada «Los niños están en juego» para recoger suficientes firmas para exigir un referéndum. De las 40.000 firmas necesarias en Eslovenia para solicitar el referéndum, los activistas, dirigidos por Aleš Primca, presentaron 48.145 firmas.
El 16 de marzo, la Asamblea Nacional indicó que rechazaría convocar el referéndumargumentando que según el artículo 90 de la Constitución de la República de Eslovenia no está permitido convocar un referéndum sobre leyes que eliminen la inconstitucionalidad en el ámbito de los derechos humanos y las libertades fundamentales. El 26 de marzo se llevó a cabo la votación que denegó convocar el referendo. El 21 de octubre, la Tribunal Constitucional al que habían recurrido los iniciadores de la petición de referéndum, anuló la decisión de la Asamblea Nacional, y el 4 de noviembre la Asamblea Nacional adoptó un decreto convocando a referéndum para el 20 de diciembre.
En un referéndum anterior en 2012, un 54,55 % de los votantes rechazaron una ley que hubiese dado más derechos a las parejas del mismo sexo registradas legalmente. La base legal de este rechazo, es que el artículo 90 de la Constitución prevé que si un referéndum es rechazado por el equivalente a una quinta parte los votantes registrados en el momento de la votación (y por tanto, con un referéndum que supera el cuórum del 20 %), el rechazo de la ley se convierte en vinculante. Teniendo en cuenta el número de personas con derecho a voto (alrededor de 1,7 millones de personas), los votos necesarios para rechazar la ley válidamente se calcularon en unos 345.000.

### La campaña

#### En Contra
Varios grupos católicos eslovenos hicieron campaña por el «No». Incluso se dijo que el papa Francisco I apoyó el movimiento dado que les dijo a unos peregrinos eslovenos que «todo el mundo, especialmente aquellos con responsabilidades públicas, deben apoyar a las familias, una estructura que hace de punto referencial para la vida en sociedad». Esto fue tomado por los grupos conservadores como un apoyo; aunque el papa no dijo nada explícito sobre el referéndum.

#### A Favor
Un buen número de políticos europeos, incluyendo a Violeta Bulc, vice primera ministra del país, hicieron una campaña a favor del «Sí» Todos los grupos parlamentarios a excepción del SDS y el NSi mostraron posturas favorables al «Sí». La sección nacional de Amnistía Internacional, al igual que otras organizaciones, se sumó al apoyo de la ley.

## Sondeos

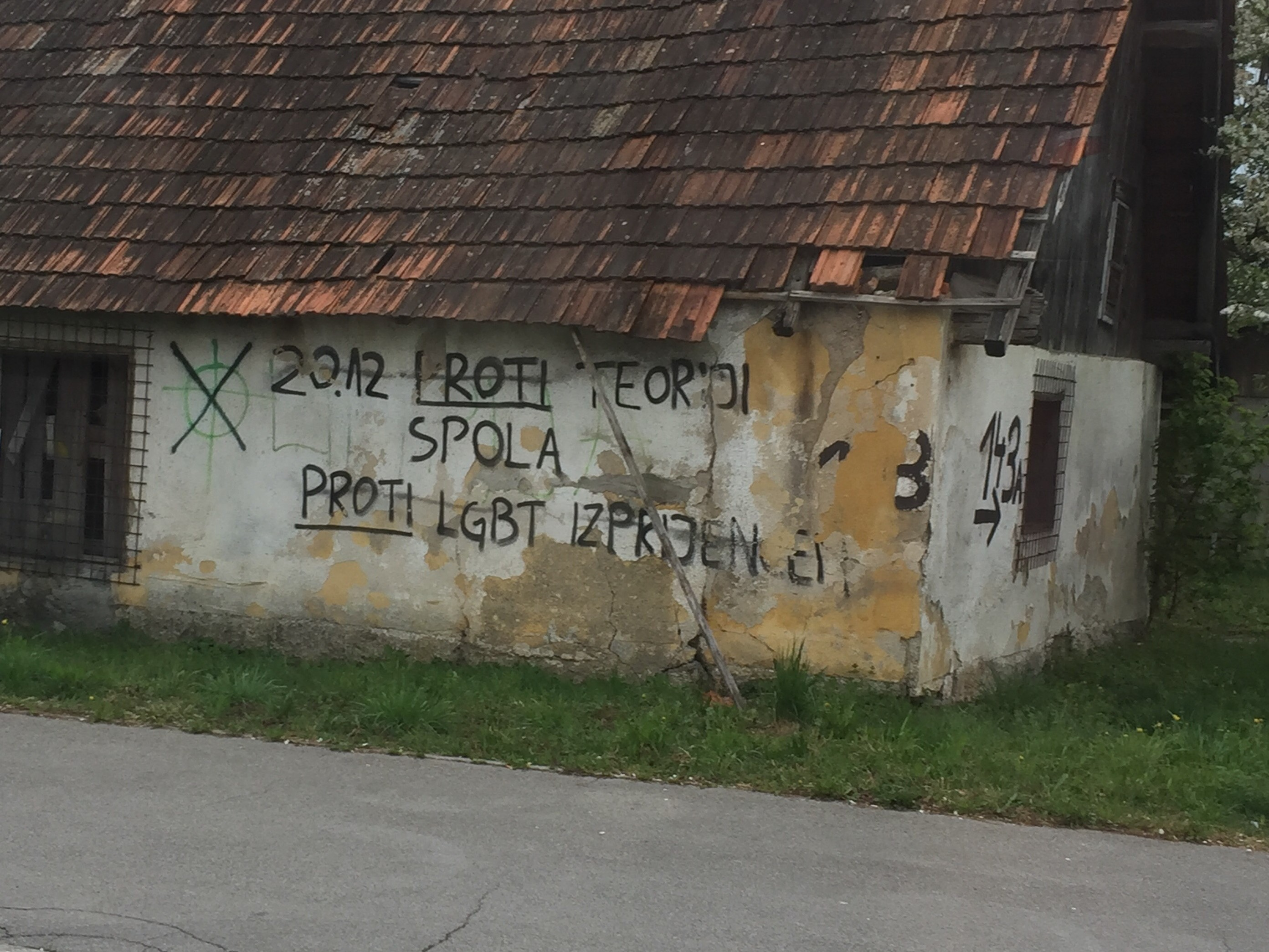
Grafiti anti-LGBT en una casa abandonada cerca de Puente Largo. Se puede leer «contra la teoría de género, contra los pervertidos/discípulos LGBT».

Un sondeo llevado a cabo por la empresa eslovena de investigación, Delo Stik (actualmente conocida como DELO) tuvo lugar en febrero de 2015, obteniendo como resultado que el 51 % apoyaba la ley para el matrimonio igualitario que se estaba debatiendo en ese momento en la Asamblea Nacional, mientras que un 42 % estaba en contra.
Otro sondeo, llevado en este caso por Ninamedia, en marzo de 2015 dio como resultado que el 42 % de eslovenos apoyaban la ley al tiempo que un 54 % se oponían a ella. El sondeo, dividido por segmentos de edad, mostraba que el apoyo era mayoritario entre las personas menores de 30 años y que el apoyo también era mayor en la región litoral eslovena.
Un sondeo de noviembre de 2015 mostró que el 46 % de los encuestados apoyanan la ley, mientras que un 54 % se oponía a la msima. El sondeo dejaba entrever una fuerte división entre ambos grupos. Mientras que la mayoría de las mujeres, personas ateas y los urbanitas apoyaban la ley; un número destacable de hombres, católicos y la población rural en general se oponían a ella. El sondeo también preguntaba sobre la intención de acudir a la jornada de voto y mostró que podía darse el caso de que el referéndum no llegase al cuórum del 20 % de participación.
| Publicada       | Empresa encuestadora | A Favor | En Contra | Indecisos / NSNC |
| --------------- | -------------------- | ------- | --------- | ---------------- |
| Publicada       | Empresa encuestadora |         |           | Indecisos / NSNC |
| 18 de diciembre | Ninamedia            | 40%     | 48 %      | 12 %             |
| 16 de diciembre | Episcenter           | 48 %    | 51 %      | -                |
| 16 de diciembre | Delo                 | 43 %    | 40 %      | 17 %             |
| 30 de noviembre | Večer                | 48 %    | 46 %      | 6 %              |
| 30 de noviembre | Delo                 | 42%     | 41%       | 17%              |
| 22 de noviembre | Episcenter           | 46%     | 54%       | -                |
| 30 de mayo      | Eurobarometer        | 54 %    | 40 %      | 6 %              |
| 14 de marzo     | Ninamedia            | 42%     | 54%       | 4%               |
| 16 de febrero   | Delo                 | 51 %    | 42 %      | 7 %              |

## Resultados

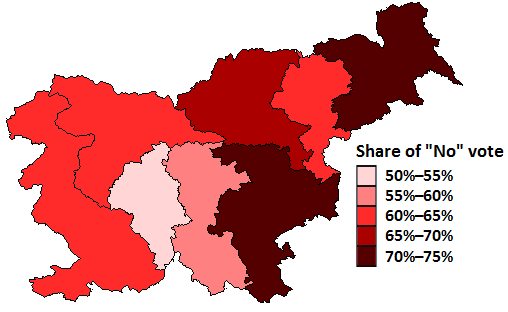
Resultados por distrito electoral.

El voto anticipado y el voto a distancia comenzaron el 15 de diciembre de 2015 y duraron 3 días. La jornada de votación fue el 20 de diciembre de 2020 y los resultados se dieron a concoer el mismo día tras cerrar los centros electorales y realizar el recuento de votos. La ley fue rechazada por la mayoría de los votantes, con un número suficiente (participación del más del 20 % de inscritos y la opción superaba el 20 % de personas con derecho a voto en el país) para obtener la opción vinculante para el referéndum que prevé la Constitución.
|  | 63.51 % |

|  | 36.49 % |

|  | 36,38 % |

## Tras los resultados
El parlamento se vio obligado a no poder presentar una iniciativa similar durante un año debido a los resultados del referéndum. Los iniciadores del referéndum sugirieron que no se volviese a proponer ampliar derechos sociales a las uniones de personas del mismo sexo mientras estas propuestas no incluyesen derecho de adopción y una redefinición del matrimonio. Los defensores de la fallida ley expresaron su descontento con el resultado y sugirieron que la derrota en el mismo se debía a que una gran mayoría de defensores de la postura del «Sí», habían decidido boicotear el referendo.